# Rio Imbauzinho
Der Rio Imbauzinho ist ein Fluss im Inneren des brasilianischen Bundesstaats Paraná.

## Etymologie und Geschichte
Imbauzinho heißt auf Deutsch Kleiner Imbaú. Der Tupí-Begriff imbau bedeutet aus dem Wasserstrahl/der Wasserröhre trinken. Älteren Einwohnern zufolge ist der Name auf eine Wasserquelle zurückzuführen, die sich an der Straße befindet, an der die Rodovia do Café (BR-376) gebaut wurde, und die von den Durchreisenden aufgesucht wurde, um ihren Durst zu stillen.

## Geografie

### Lage
Das Einzugsgebiet des Rio Imbauzinho befindet sich auf dem Terceiro Planalto Paranaense (Dritte oder Guarapuava-Hochebene von Paraná).

### Verlauf
Sein Quellgebiet liegt in den Munizipien Ortigueira und Reserva auf 936 m Meereshöhe auf der Serra Ortigueira etwa 5 km südwestlich der Ortschaft Monjolinho in der Nähe der PR-082.
Der Fluss verläuft in mehreren großen Bögen mit vielen kleinen Windungen in nordöstlicher Richtung, Er durchquert ausschließlich landwirtschaftlich geniutzes Gebiet.
Er fließt auf der Grenze zwischen den Munizipien Ortigueira und Telêmaco Borba von links in den Rio Tibaji. Er mündet auf 637 m Höhe. Die Entfernung zwischen Ursprung und Mündung beträgt 26 km. Er ist etwa 54 km lang.

### Munizipien im Einzugsgebiet
Die Liste der Munizipien umfasst nach den Quellorten Ortigueira und Reserva noch die Munizipien Imbaú und Telêmaco Borba am rechten Ufer.